# Sutter County
Sutter County is een county in de Amerikaanse staat Californië. Hij was een van de eerste county's en werd gevormd in 1850. In 1851 werd een deel van de county aan Placer County gegeven. Zijn naam kreeg de county van John Sutter. Hij kreeg een groot stuk land van de Mexicaanse regering en noemde het New Helvetia, wat later zou uitgroeien tot de stad Sacramento.

## Geografie
De county heeft een totale oppervlakte van 1576 km² (609 mijl²) waarvan 1561 km² (603 mijl²) land is en 16 km² (6 mijl²) of 0,99% water is.

### Aangrenzende county's
- Sacramento County - zuiden
- Yolo County - zuiden
- Colusa County - westen
- Butte County - noorden
- Yuba County - oosten
- Placer County - zuidoost

### Steden en dorpen
- Live Oak
- South Yuba City
- Sutter
- Tierra Buena
- Yuba City